# Washitaster
Washitaster is een geslacht van uitgestorven zee-egels uit de familie Toxasteridae.

## Soorten
- Washitaster barremicus Tanaka & Okubo, 1954 †
- Washitaster japonicus Tanaka & Okubo, 1954 †
- Washitaster macroholcus Nisiyama, 1950 †